# Congettura abc
La congettura abc (anche nota come congettura di Oesterle-Masser) è stata proposta per la prima volta da Joseph Oesterlé e David Masser nel 1985. La congettura è definita in funzione di tre numeri interi positivi {\displaystyle a,b,c} (da cui deriva il nome), privi di fattori comuni diversi da {\displaystyle 1}, e che soddisfino la relazione {\displaystyle a+b=c}. Se {\displaystyle d} è definito come il prodotto dei fattori primi distinti di {\displaystyle abc}, la congettura, essenzialmente, afferma che raramente {\displaystyle d} è molto più piccolo di {\displaystyle c}.
Sebbene non esista alcuna strategia elementare per risolvere il problema, la congettura è molto studiata e dibattuta nel campo della teoria dei numeri a causa delle sue pesanti conseguenze in particolare nel campo della crittografia e in generale della teoria dei numeri. Dorian M. Goldfeld ha definito la congettura abc come "il più importante problema irrisolto dell'analisi diofantea".
Un tentativo di risoluzione è offerto dalla teoria di Teichmüller inter-universale (IUT) pubblicata da Shin'ichi Mochizuki nel 2012 e legata alla geometria mono-anabeliana assoluta (un approccio della geometria anabeliana) e alla geometria aritmetica; tuttavia, la correttezza di questa teoria e dei suoi sviluppi è oggetto di controversia nel campo della matematica.

## Formulazioni
Per un numero intero positivo {\displaystyle n}, il radicale di {\displaystyle n}, definito {\displaystyle \operatorname {rad} (n)}, è il prodotto dei distinti (non ripetuti, ovvero senza considerare l'esponente) fattori primi di {\displaystyle n}. Per esempio:
- {\displaystyle \operatorname {rad} (16)=\operatorname {rad} (2^{4})=2},
- {\displaystyle \operatorname {rad} (17)=17},
- {\displaystyle \operatorname {rad} (18)=\operatorname {rad} (2\cdot 3^{2})=2\cdot 3=6}.

Se {\displaystyle a}, {\displaystyle b} e {\displaystyle c} sono interi positivi coprimi tali che
{\displaystyle a+b=c}
si scopre che "di solito"
{\displaystyle c<\operatorname {rad} (abc)}

### 1
La congettura abc sostiene che, tranne poche eccezioni, per ogni infinitesimo ε > 0 esiste solo un numero finito di triplette {\displaystyle (a,b,c)} di coprimi interi positivi con {\displaystyle a+b=c} tali che:
{\displaystyle c>\operatorname {rad} (abc)^{1+\varepsilon }.}

### 2
Una formulazione equivalente è che per ogni {\displaystyle \varepsilon >0} esiste una costante {\displaystyle K} tale che, per tutte le triplette di interi positivi coprimi {\displaystyle (a,b,c)} che soddisfano {\displaystyle a+b=c}, la seguente disuguaglianza
{\displaystyle c<K\cdot \operatorname {rad} (abc)^{1+\varepsilon }}
risulta vera.

### 3
Una terza formulazione della congettura implica la qualità {\displaystyle q(a,b,c)} di una tripletta {\displaystyle (a,b,c)}, definita come:
{\displaystyle q(a,b,c)={\frac {\log(c)}{\log(\operatorname {rad} (abc))}}.}
Per esempio:
- {\displaystyle q(4,127,131)={\frac {\log(131)}{\log(\operatorname {rad} (4\cdot 127\cdot 131))}}={\frac {\log(131)}{\log(2\cdot 127\cdot 131)}}=0,46820...}
- {\displaystyle q(3,125,128)={\frac {\log(128)}{\log(\operatorname {rad} (3\cdot 125\cdot 128))}}={\frac {\log(128)}{\log(30)}}=1,426565...}

Una tipica tripletta {\displaystyle (a,b,c)} di interi positivi coprimi con {\displaystyle a+b=c} avrà {\displaystyle c<\operatorname {rad} (abc)}, per esempio {\displaystyle q(a,b,c)<1}. Le triplette con {\displaystyle q>1} come nel secondo esempio sono piuttosto speciali, poiché consistono in numeri divisibili per potenze elevate di piccoli numeri primi.
La congettura abc sostiene che, per ogni {\displaystyle \varepsilon >0}, esiste solo un numero finito di triplette {\displaystyle (a,b,c)} di interi positivi coprimi con {\displaystyle a+b=c} tale che:
{\displaystyle q(a,b,c)>1+\varepsilon .}
Mentre è noto che esistono infinite triplette {\displaystyle (a,b,c)} di interi positivi coprimi con {\displaystyle a+b=c} tali che {\displaystyle q(a,b,c)>1}, la congettura predice che solo un numero finito di queste hanno {\displaystyle q>1,01} oppure {\displaystyle q>1,001} o perfino {\displaystyle q>1,0001}, ecc.

## Conseguenze
La congettura non è stata dimostrata, ma ha un vasto numero di interessanti conseguenze. Queste includono sia risultati già conosciuti, che congetture per le quali essa fornisce una dimostrazione condizionale:
- Il teorema di Thue-Siegel-Roth (dimostrato da Klaus Roth)
- L'ultimo teorema di Fermat per tutti gli esponenti abbastanza grandi (dimostrazione generale di Andrew Wiles)
- La congettura di Mordell (dimostrata da Gerd Faltings)[3]
- La congettura di Erdős-Woods, tranne che per un numero finito di controesempi[4].
- L'esistenza di un numero infinito di non primi di Wieferich[5]
- La versione debole della congettura di Hall[6].
- La congettura di Fermat-Catalan, una generalizzazione dell'ultimo teorema di Fermat, concernente potenze a loro volta somma di potenze[7].
- La funzione L di Dirichlet L(s,(−d/.)) formata con il simbolo di Legendre, non ha alcun zero di Siegel (questa conseguenza richiede una versione corrispondente della congettura abc nel campo di numeri, non solo la congettura abc così come formulata sopra per i numeri interi razionali).
- {\displaystyle P(x)} ha solo una moltitudine finita di potenze perfette di interi {\displaystyle x} per un polinomio {\displaystyle P} con almeno tre zeri semplici.[8].
- Una generalizzazione del teorema di Tijdeman.
- È equivalente alla congettura di Granville-Langevin.
- È equivalente alla congettura di Szpiro modificata.

Anche se il primo gruppo di queste conseguenze è ora stato dimostrato, la congettura abc stessa rimane di interesse a causa delle numerose profonde implicazioni che ha nella teoria dei numeri e nell'evoluzione della crittografia.

## Risultati parziali
Non è noto se {\displaystyle c} può essere maggiorato da una funzione approssimativamente lineare del radicale di {\displaystyle abc}, come la congettura abc dichiara, o se può essere addirittura limitato da un {\displaystyle \operatorname {rad} (abc)} polinomiale. Tuttavia, i limiti esponenziali sono noti. In particolare, sono state dimostrate le seguenti limitazioni:
{\displaystyle c<\exp {(K_{1}\operatorname {rad} (abc)^{15})}} (C. L. Stewart & R. Tijdeman 1986),
{\displaystyle c<\exp {(K_{2}\operatorname {rad} (abc)^{{\frac {2}{3}}+\varepsilon })}} (C. L. Stewart & Kunrui Yu 1991), e
{\displaystyle c<\exp {(K_{3}\operatorname {rad} (abc)^{{\frac {1}{3}}+\varepsilon })}} (C. L. Stewart & Kunrui Yu 1996).
In questi, {\displaystyle K_{1}} è una costante che non dipende da {\displaystyle a}, {\displaystyle b}, o {\displaystyle c}; {\displaystyle K_{2}} e {\displaystyle K_{3}} sono costanti che dipendono da {\displaystyle \varepsilon } (in un modo calcolabile) ma non da {\displaystyle a}, {\displaystyle b}, o {\displaystyle c}. Questi limiti si applicano a qualunque tripletta in cui {\displaystyle c>2}.

## Triplette con radicali piccoli
La condizione che {\displaystyle \varepsilon >0} è necessaria per la validità della congettura, così come l'esistenza di una moltitudine infinita di triplette {\displaystyle a}, {\displaystyle b}, {\displaystyle c} con {\displaystyle \operatorname {rad} (abc)<c}.
Per esempio, una tale tripletta può essere questa:
{\displaystyle a=1}
{\displaystyle b=2^{6n}-1}
{\displaystyle c=2^{6n}}
Siccome {\displaystyle a} e {\displaystyle c} contribuiscono insieme solo per un fattore di due al radicale, mentre {\displaystyle b} è divisibile per {\displaystyle 9}, allora
{\displaystyle \operatorname {rad} (abc)<{\frac {2c}{3}}}
per questi esempi. Sostituendo l'esponente {\displaystyle ^{6n}} agli altri esponenti costringendo {\displaystyle b} ad avere fattori quadratici elevati, il rapporto fra il radicale e {\displaystyle c} può essere arbitrariamente grande.
Un'altra tripletta con un radicale particolarmente piccolo fu trovata da Eric Reyssat:
{\displaystyle a=2}
{\displaystyle b=3^{10}\cdot 109=6436341}
{\displaystyle c=23^{5}=6436343}
{\displaystyle \operatorname {rad} (abc)=15042}

## Progetti di calcolo distribuito (grid computing)
Nel 2006, il Dipartimento di Matematica dell'Università di Leida, nei Paesi Bassi, insieme con l'istituto di scienze tedesco Kennislink, ha lanciato il progetto ABC@Home, un sistema grid computing che ambisce a trovare triplette addizionali {\displaystyle a}, {\displaystyle b}, {\displaystyle c} con {\displaystyle \operatorname {rad} (abc)<c}. Sebbene nessun finito insieme di esempi o controesempi può risolvere la congettura abc, si spera che le caratteristiche delle triplette scoperte da questo progetto possano aiutare a comprendere meglio la congettura e la teoria dei numeri più in generale.
Il suo obiettivo attuale è di ottenere una lista completa di tutte le triplette {\displaystyle (a,b,c)} con {\displaystyle c} non più grande di 1018.
Ad aprile 2011 il progetto dichiara di avere scoperto 21,1 milioni di triplette abc.

## Forme raffinate e generalizzazioni
Nel 1996 il matematico Alan Baker ha proposto un'importante disuguaglianza, sostenendo che nelle disuguaglianze con cui è stata formulata la congettura abc, il {\displaystyle \operatorname {rad} (abc)} può essere sostituito da:
{\displaystyle \epsilon ^{-\omega }\operatorname {rad} (abc),}
dove {\displaystyle \omega } è il numero totale dei primi distinti che dividono {\displaystyle a}, {\displaystyle b} e {\displaystyle c}. Una congettura correlata di Andrew Granville sostiene che nella parte destra della disuguaglianza possiamo mettere:
{\displaystyle O(\operatorname {rad} (abc)\Theta (\operatorname {rad} (abc))),}
dove {\displaystyle \Theta (n)} è il numero di interi fino a {\displaystyle n} divisibile solo dai primi che dividono {\displaystyle n}.
Nel 1994, Jerzy Browkin e Juliusz Brzeziński formularono la congettura n, una versione della congettura abc che coinvolge gli interi {\displaystyle ~n>2~}.

## La IUT di Mochizuki
Il 30 agosto 2012, Shin'ichi Mochizuki dell'Università di Kyoto ha affermato di aver risolto la congettura di Szpiro, e quindi anche la congettura abc, in una serie di 4 articoli molto grossi e complessi in cui viene sviluppata la "teoria di Teichmüller inter-universale". Nel 2020 è stato annunciato che la dimostrazione sarebbe stata pubblicata sulla rivista Publications of the Research Institute for Mathematical Sciences (RIMS), di cui Mochizuki è editore.
Peter Scholze e Jakob Stix in particolare sostengono di avere trovato un errore irreparabile nel terzo paper nella IUT che la invalida completamente e hanno dichiarato di non credere alla correttezza della IUT, la quale è vista con forte scetticismo dalla maggioranza della comunità matematica.